# 용의자X
《용의자X》는 2012년 개봉한 대한민국의 미스터리 영화이다. 히가시노 게이고의 추리 소설 《용의자 X의 헌신》이 원작이다. 방은진 감독이 연출했고 류승범, 이요원, 조진웅이 출연했다.

## 캐스팅
- 류승범 - 석고 역
- 이요원 - 화선 역
- 조진웅 - 민범 역
- 김윤성 - 상준 역
- 곽민호 - 철민 역
- 김보라 - 윤아 역
- 이석준 - 태우 역
- 임성민 - 정숙 역
- 권해효 - 팀장 역
- 남문철 - 과장 역
- 박형수 - 수사팀 1 역
- 남연우 - 수사팀 2 역
- 최영우 - 감식반원 1 역
- 이황의 - 노숙자 1 역
- 김주령 - 마담 역
- 김가은 - 석고 반 반장 역
- 백승도 - 석고 반 학생 1 역
- 박정표 - 응급실 의사 역
- 명계남 - 진성여관 주인 역 (우정출연)
- 송영창 - 거짓말탐지기 수사관 역 (우정출연)
- 채영인 - 다이빙 마스터 역 (우정출연)